# ماهی سفید
ماهی سفید یا ماهی سفید خزری (نام علمی: Rutilus kutum) نام یک گونه از سرده کولمه‌ها از تیره کپورماهیان است. این ماهی، یکی از انواع ماهی‌های آب‌های لب‌شور شمال ایران است که در دریای خزر و رودخانه‌های استان‌های گیلان و مازندران یافت می‌شود. این ماهی اندازه‌ای متوسط دارد و ماهی بالغ، معمولاً ۴۵ تا ۵۵ سانتی‌متر و به‌ندرت تا ۷۰ سانتی‌متر طول دارد. وزن این ماهی تا ۴ کیلوگرم و در برخی موارد خاص تا ۵ کیلوگرم نیز مشاهده شده‌است. به‌دلیل صید بی‌رویه و آلودگی دریایی خزر و رودخانه‌های اطراف آن، نسل این ماهی رو به کاهش است. گوشت و اشپل این ماهی در ایران و به‌ویژه در استان‌های گیلان و مازندران، محبوبیت زیادی دارد.
این نوع ماهی از مرغوب‌ترین انواع ماهی شمال به حساب می‌آید. گرچه مزهٔ گوشت آن بسیار محبوب است سرو آن خالی از دشواری نیست، چرا که استخوان‌ها یا تیغ‌های بسیار ریزی در گوشت آن است. ماهی سفید از پایان پائیز تا آغاز بهار تخم‌ریزی می‌کند.

## رفتارشناسی
ماهی‌های سفید در گروه‌های کوچک در آب‌های عمیق به‌سر می‌برند و در فصل بهار برای تخم‌گذاری به سوی رودخانه‌ها حرکت می‌کنند. این ماهی لابلای گیاهان و سنگ‌ها تخمگذاری کرده و پس از ده روز نوزادان متولد می‌شوند. نوزادان پس از ۳ تا ۵ سال بالغ می‌شوند.